# لويس ميلر
لويس ميلر (ولد في 24 تموز 1829 وتوفي في 17 شباط 1899). وقد كان رجل أعمال من ولاية أوهايو الأمريكية كما وهو أيضاً مخترع لآلة حصاد ذات كفاءة في أواخر القرن التاسع عشر. تزوجت ابنته مينا المخترع توماس أديسون.